# Language Proficiency Exam
Het Language Proficiency Exam (LPE) is een test waarbij iemands taalvaardigheid beoordeeld wordt. 
In Nederland is een LPE verplicht voor piloten die bevoegd zijn tot radiotelefonie: de piloot dient minimaal ICAO level 4 te behalen om de radio te mogen bedienen. De schaal gaat in dit geval van ICAO level 1 tot en met ICAO level 6. Dit LPE wordt afgenomen door een bevoegd examinator die de beoordeling zelf niet doet.